# フェアリーチャックル
 フェアリーチャックル（Fairy Chuckle）は日本のテディベア・アーティストの高橋ミチが1988年に創始したテディベアブランド。 
フェアリーチャックル（Fairy Chuckle）それは -妖精のクスクス笑い- というネーミング。 
何となく可笑しく、何となく魅力的なこの響きで世界中のテディベア業界や愛好家たちの間で知られている。

## 沿革
- 1988年、高橋ミチが創始。
- 1991年から夫である、同じくテディベア・アーティストの高橋ヒロが参画。
- 1997年には日本において商標登録を出願。
- 1999年に商標登録を認可された[6]。

## 作風
ラベルは同じでも、作風は高橋ミチ、高橋ヒロ、個々に違いを出すことで知られている。
ただし、唯一ブランド名にちなんだマスコットベアで、商標登録されているロゴによるテディベア"Fairy Chuckle®"は、ふたりの共同制作による作品としている。
これは、可愛くあらゆるものに変化する魅力的なテディベアである。